# Ruud van Feggelen
Ruud van Feggelen właśc. Rudolf Frederik Otto van Feggelen (ur. 14 kwietnia 1924 w Amsterdamie, zm. 9 sierpnia 2002 w Deventer) – holenderski piłkarz wodny, reprezentant i trener Holandii, brązowy medalista olimpijski z Londynu w 1948 i olimpijczyk z Helsinek w 1952, mistrz Europy.

## Wyniki

### Kariera zawodnicza
Jako zawodnik uzyskał z reprezentacją a następujące wyniki:
| Rok  | Impreza                                | Miejsce  | Pozycja    |      |                                  |        |            |
| ---- | -------------------------------------- | -------- | ---------- | ---- | -------------------------------- | ------ | ---------- |
| Rok  | Impreza                                | Miejsce  | Pozycja    | 1948 | Letnie Igrzyska Olimpijskie 1948 | Londyn | 3. miejsce |
| 1950 | Mistrzostwa Europy w Piłce Wodnej 1950 | Wiedeń   | 1. miejsce |      |                                  |        |            |
| 1952 | Letnie Igrzyska Olimpijskie 1952       | Helsinki | 5. miejsce |      |                                  |        |            |

### Kariera trenerska
W latach 60. XX w. był trenerem reprezentacji Holandii. Dwukrotnie wziął wówczas udział w igrzyskach olimpijskich. W 1964 w Tokio prowadzona przez niego reprezentacja zajęła 8. miejsce, a w 1968 w Meksyku 7. miejsce. Dwukrotnie poprowadził Holandię w mistrzostwach Europy: w 1962 w Lipsku i w 1966 w Utrechcie, nie zajmując z nią czołowych lokat.